# Ludvig Daae (politiker)
 Ikke at forveksle med Ludvig Kristensen Daa.
 Der er flere personer med dette navn, se Ludvig Daae.
Ludvig Daae (24. april 1829, Solnør i Skodje Herred, Romsdals Amt – 1. maj 1893, Kristiansand) var en norsk politiker.
Daae blev cand. jur. 1850, begyndte historiske og retshistoriske studier og opnåede 1852 kronprinsens, 1855 universitetets guldmedalje for prisopgaver. I stedet for den videnskabelige løbebane, der således syntes at åbne sig for ham, foretrak han den praktiske jura i forbindelse med stillingen som bestyrer af faderens store gods i Søndmør, hvor han 1856 nedsatte sig som sagfører.
Han blev snart bygdens og amtets meget betroede mand, blandt andet som en af Romsdalens repræsentanter i alle Storting 1859-79, hvor han fra 1871 var præsident i Lagtinget. Han tilhørte oprindeligt Johan Sverdrups kreds, en radikal intelligenselite, der omkring 1860 blev kaldt Sagførerpartiet, og inden for hvilket han øvede megen indflydelse, hvorfor han også sad i mange vigtige komiteer.
Han gik ind i det Johan Sverdrupske ministerium 26. juni 1884 som chef for forsvarsdepartementet, men gik af allerede 30. april 1885. Som forhenværende statsråd befriet for bosættelsesbånd valgtes han for 1886-88 som stortingsrepræsentant
fra de samvælgende byer Aalesund og Molde. 1888 var han præsident i Odelstinget. 1889 blev han toldkasserer i Kristiansand. Daae efterlod sig i manuskript adskillige dagbøger og optegnelser til samtidens historie.